# マリオクラブ
マリオクラブ株式会社（英: Mario Club Co., Ltd.）は、ゲームソフトのデバッグとモニターを専門としている日本の企業。コーポレートミッションは「関わるすべての人を笑顔にする」。任天堂の完全子会社。

## 概要
本社は京都府京都市東山区の任天堂京都リサーチセンター（旧任天堂本社）内に所在している。2009年7月、任天堂社内に設置されていた品質管理部門「スーパーマリオクラブ」を分社化して、アルバイトや契約社員などの待遇を改善するほかに、大半を占めるアルバイトを契約社員に、契約社員を正社員に切り替えた。

## 業務内容
任天堂の開発中のゲームソフトをプレイしてゲーム中のバグ、プログラムのミス、セリフのチェックを行っている。発売前のゲームソフトをプレイして細かい操作性について開発者に助言している。また、『NewスーパーマリオブラザーズWii』の、おたからムービーも制作している。